# Muhammara

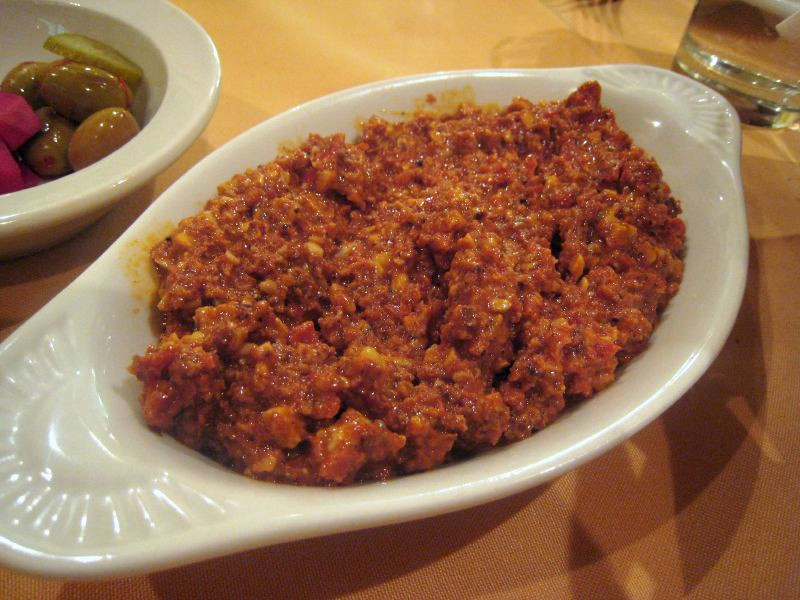
Muhammara

Muhammara oder Muhamara  (arabisch محمرة, DMG muḥammara) ist eine scharfe Würzpaste der arabischen Küche aus Paprika und Walnüssen, die vor allem für Grillspeisen und als Beilage zum arabischen Vorspeisenbuffet (Mezze) gegessen wird.

## Herstellung
Für die Zubereitung werden entkernte Paprika und Walnüsse in einem Mixer zerkleinert und mit Zwiebackkrümeln, Zwiebeln, Knoblauch, Harissa, Tomatenmark und Olivenöl vermischt und mit Salz abgeschmeckt. Die Paste sollte kurz kühl durchziehen und wird dann in der Regel mit Walnüssen und Granatapfelsirup garniert.
Muhammara wird gemeinsam mit verschiedenen Vorspeisen, Mezze, oder zu Fleisch und Fladenbrot gereicht. Auch in der israelischen Küche wird es als Dip mit Brot, als Aufstrich auf Toastbrot und als Soße für Kebabs, gegrilltes Fleisch und Fisch verwendet.